# 59th Street – Columbus Circle
59th Street – Columbus Circle – stacja metra nowojorskiego, na linii 1, 2, A, B, C i D. Znajduje się w dzielnicy Manhattan, w Nowym Jorku i zlokalizowana jest pomiędzy stacjami 66th Street – Lincoln Center, 50th Street, 72nd Street i 50th Street. Została otwarta 27 października 1904.